# Grêmio Foot-Ball 7 de Setembro
Grêmio Foot-Ball 7 de Setembro, ook bekend als kortweg 7 de Setembro was een Braziliaanse voetbalclub uit Porto Alegre, de hoofdstad van de staat Rio Grande do Sul.

## Geschiedenis
De club werd opgericht op 15 augustus 1909. In 1910 was de club een van de medeoprichters van de Liga Porto Alegrense de Foot-Ball (LPAF). Datzelfde jaar organiseerde deze bond een stadskampioenschap voor de clubs uit Porto Alegre. De club kon enkel gelijkspelen tegen Frisch Auf en verloor alle andere wedstrijden, meestal met zware cijfers. Het volgende seizoen kon de club enkel winnen tegen Nacional. In 1912 werd de club gedeeld laatste en verliet hierna de competitie na meningsverschillen met andere clubs. Kort daarna werd de club ontbonden.